# Erwin von Lahousen
Erwin Heinrich René Lahousen Edler von Vivremont, född 25 oktober 1897 i Wien, död 24 februari 1955 i Innsbruck, var en österrikisk officer. Inom Abwehr var han chef för den avdelning som handhade Brandenburgarna och sabotage.